# 15370 Kanchi
15370 Kanchi eller 1996 NW är en asteroid i huvudbältet som upptäcktes den 15 juli 1996 av den japanska astronomen Akimasa Nakamura vid Kuma Kogen-observatoriet. Den är uppkallad efter den japanska fiktiva figuren Kanji Nagao.